# فهرست خورشیدگرفتگی‌های سده ۲۷ (میلادی)
این فهرست شامل خورشیدگرفتگی‌های قرن ۲۷ میلادی است که در طی سال‌های ۲۶۰۱ تا ۲۷۰۰ روی خواهند داد. در این دوره ۲۲۷ خورشیدگرفتگی رخ خواهد داد که ۷۷ مورد آن خورشیدگرفتگی جزئی، ۸۱ مورد خورشیدگرفتگی حلقه‌ای، ۶۴ خورشیدگرفتگی کامل و ۵ مورد نیز از نوع خورشیدگرفتگی مرکب خواهد بود.
| تاریخ           | زمان بزرگ‌ترین گرفت | چرخهٔ ساروس | نوع    | قدر    | مدت زمان          | مکان                                            | مسیر گرفتگی            | ناحیهٔ جغرافیایی | منبع(ها) |
| --------------- | ------------------ | ---------- | ------ | ------ | ----------------- | ----------------------------------------------- | ---------------------- | --------------- | -------- |
| ۲۶ مارس ۲۶۰۱    | ۱۳:۴۳:۵۵           | ۱۳۹        | کامل   | ۱٫۰۰۹۱ | ۰۰ دقیقه ۳۵ ثانیه | ۵۸°۰۰′جنوبی ۴۵°۳۶′شرقی / ۵۸٫۰°جنوبی ۴۵٫۶°شرقی   | ۱۴۲ کیلومتر (۸۸ مایل)  |                 | [ ۱ ]    |
| ۱۸ سپتامبر ۲۶۰۱ | ۱۶:۳۰:۳۸           | ۱۴۴        | جزئی   | ۰٫۸۵۴۱ | —                 | ۶۱°۰۶′شمالی ۳۲°۰۶′شرقی / ۶۱٫۱°شمالی ۳۲٫۱°شرقی   | —                      |                 | [ ۱ ]    |
| ۱۵ مارس ۲۶۰۲    | ۲۳:۱۳:۲۵           | ۱۴۹        | حلقه‌ای | ۰٫۹۶۳۸ | ۰۳ دقیقه ۴۱ ثانیه | ۱۶°۲۴′جنوبی ۱۵۰°۰۰′غربی / ۱۶٫۴°جنوبی ۱۵۰٫۰°غربی | ۱۳۶ کیلومتر (۸۵ مایل)  |                 | [ ۱ ]    |
| ۸ سپتامبر ۲۶۰۲  | ۰۵:۳۱:۳۲           | ۱۵۴        | کامل   | ۱٫۰۵۷۲ | ۰۴ دقیقه ۳۹ ثانیه | ۲۰°۳۶′شمالی ۱۱۳°۱۸′شرقی / ۲۰٫۶°شمالی ۱۱۳٫۳°شرقی | ۱۹۶ کیلومتر (۱۲۲ مایل) |                 | [ ۱ ]    |
| ۵ مارس ۲۶۰۳     | ۰۱:۲۱:۱۶           | ۱۵۹        | حلقه‌ای | ۰٫۹۲۴۳ | ۰۸ دقیقه ۴۵ ثانیه | ۱۶°۱۸′شمالی ۱۵۸°۰۶′شرقی / ۱۶٫۳°شمالی ۱۵۸٫۱°شرقی | ۳۱۲ کیلومتر (۱۹۴ مایل) |                 | [ ۱ ]    |
| ۲۸ اوت ۲۶۰۳     | ۲۲:۲۰:۲۶           | ۱۶۴        | کامل   | ۱٫۰۷۳۷ | ۰۶ دقیقه ۰۲ ثانیه | ۱۳°۵۴′جنوبی ۱۵۸°۲۴′غربی / ۱۳٫۹°جنوبی ۱۵۸٫۴°غربی | ۲۶۴ کیلومتر (۱۶۴ مایل) |                 | [ ۱ ]    |
| ۲۲ فوریه ۲۶۰۴   | ۰۰:۴۰:۳۵           | ۱۶۹        | جزئی   | ۰٫۷۶۰۹ | —                 | ۶۱°۳۰′شمالی ۱۱۱°۳۰′شرقی / ۶۱٫۵°شمالی ۱۱۱٫۵°شرقی | —                      |                 | [ ۱ ]    |
| ۱۹ ژوئیه ۲۶۰۴   | ۰۵:۱۴:۳۱           | ۱۳۶        | جزئی   | ۰٫۲۵۰۹ | —                 | ۶۳°۴۲′شمالی ۱۰۸°۴۸′غربی / ۶۳٫۷°شمالی ۱۰۸٫۸°غربی | —                      |                 | [ ۱ ]    |
| ۱۷ اوت ۲۶۰۴     | ۱۴:۱۸:۳۸           | ۱۷۴        | جزئی   | ۰٫۶۲۱۶ | —                 | ۶۲°۰۰′جنوبی ۸۹°۰۶′غربی / ۶۲٫۰°جنوبی ۸۹٫۱°غربی   | —                      |                 | [ ۱ ]    |
| ۱۱ ژانویه ۲۶۰۵  | ۱۵:۰۱:۰۶           | ۱۴۱        | جزئی   | ۰٫۸۲۰۷ | —                 | ۶۴°۱۲′جنوبی ۱۱۰°۰۰′شرقی / ۶۴٫۲°جنوبی ۱۱۰٫۰°شرقی | —                      |                 | [ ۱ ]    |
| ۸ ژوئیه ۲۶۰۵    | ۱۲:۲۳:۲۱           | ۱۴۶        | حلقه‌ای | ۰٫۹۶۲۶ | ۰۳ دقیقه ۰۳ ثانیه | ۶۴°۰۰′شمالی ۲۴°۰۰′شرقی / ۶۴٫۰°شمالی ۲۴٫۰°شرقی   | ۱۸۶ کیلومتر (۱۱۶ مایل) |                 | [ ۱ ]    |
| ۱ ژانویه ۲۶۰۶   | ۰۴:۵۳:۵۶           | ۱۵۱        | کامل   | ۱٫۰۴۲۸ | ۰۳ دقیقه ۲۰ ثانیه | ۴۵°۱۸′جنوبی ۱۲۰°۳۰′شرقی / ۴۵٫۳°جنوبی ۱۲۰٫۵°شرقی | ۱۵۵ کیلومتر (۹۶ مایل)  |                 | [ ۱ ]    |
| ۲۷ ژوئن ۲۶۰۶    | ۱۳:۳۴:۳۹           | ۱۵۶        | حلقه‌ای | ۰٫۹۴۷۷ | ۰۶ دقیقه ۵۲ ثانیه | ۱۹°۱۸′شمالی ۱۵°۰۰′غربی / ۱۹٫۳°شمالی ۱۵٫۰°غربی   | ۱۹۳ کیلومتر (۱۲۰ مایل) |                 | [ ۱ ]    |
| ۲۱ دسامبر ۲۶۰۶  | ۲۰:۳۷:۵۶           | ۱۶۱        | کامل   | ۱٫۰۳۸۷ | ۰۳ دقیقه ۵۰ ثانیه | ۶°۴۲′جنوبی ۱۲۳°۴۲′غربی / ۶٫۷°جنوبی ۱۲۳٫۷°غربی   | ۱۳۵ کیلومتر (۸۴ مایل)  |                 | [ ۱ ]    |
| ۱۶ ژوئن ۲۶۰۷    | ۱۵:۲۸:۳۵           | ۱۶۶        | حلقه‌ای | ۰٫۹۶۶۴ | ۰۳ دقیقه ۴۷ ثانیه | ۳۲°۳۶′جنوبی ۴۷°۰۰′غربی / ۳۲٫۶°جنوبی ۴۷٫۰°غربی   | ۲۱۶ کیلومتر (۱۳۴ مایل) |                 | [ ۱ ]    |
| ۱۱ دسامبر ۲۶۰۷  | ۰۹:۳۲:۴۰           | ۱۷۱        | جزئی   | ۰٫۹۶۰۷ | —                 | ۶۷°۰۶′شمالی ۴۱°۳۰′شرقی / ۶۷٫۱°شمالی ۴۱٫۵°شرقی   | —                      |                 | [ ۱ ]    |
| ۶ مه ۲۶۰۸       | ۱۴:۴۵:۳۲           | ۱۳۸        | جزئی   | ۰٫۸۲۸۸ | —                 | ۷۰°۰۶′شمالی ۱۷۹°۲۴′غربی / ۷۰٫۱°شمالی ۱۷۹٫۴°غربی | —                      |                 | [ ۱ ]    |
| ۴ ژوئن ۲۶۰۸     | ۲۳:۵۵:۳۵           | ۱۷۶        | جزئی   | ۰٫۰۲۹۴ | —                 | ۶۷°۳۰′جنوبی ۱۶۸°۰۶′غربی / ۶۷٫۵°جنوبی ۱۶۸٫۱°غربی | —                      |                 | [ ۱ ]    |
| ۳۰ اکتبر ۲۶۰۸   | ۲۲:۳۷:۲۵           | ۱۴۳        | جزئی   | ۰٫۶۴۶۹ | —                 | ۷۰°۴۸′جنوبی ۶۹°۰۰′شرقی / ۷۰٫۸°جنوبی ۶۹٫۰°شرقی   | —                      |                 | [ ۱ ]    |
| ۲۶ آوریل ۲۶۰۹   | ۰۶:۵۴:۲۶           | ۱۴۸        | کامل   | ۱٫۰۶۶۵ | ۰۵ دقیقه ۲۳ ثانیه | ۳۴°۱۲′شمالی ۷۸°۱۲′شرقی / ۳۴٫۲°شمالی ۷۸٫۲°شرقی   | ۲۳۳ کیلومتر (۱۴۵ مایل) |                 | [ ۱ ]    |
| ۱۹ اکتبر ۲۶۰۹   | ۲۲:۱۸:۰۵           | ۱۵۳        | حلقه‌ای | ۰٫۹۳۷۵ | ۰۶ دقیقه ۵۳ ثانیه | ۳۷°۲۴′جنوبی ۱۵۹°۱۲′غربی / ۳۷٫۴°جنوبی ۱۵۹٫۲°غربی | ۲۶۳ کیلومتر (۱۶۳ مایل) |                 | [ ۱ ]    |
| ۱۵ آوریل ۲۶۱۰   | ۲۲:۵۵:۰۸           | ۱۵۸        | کامل   | ۱٫۰۳۸۷ | ۰۳ دقیقه ۴۴ ثانیه | ۱۰°۱۲′جنوبی ۱۵۰°۰۰′غربی / ۱۰٫۲°جنوبی ۱۵۰٫۰°غربی | ۱۳۸ کیلومتر (۸۶ مایل)  |                 | [ ۱ ]    |
| ۹ اکتبر ۲۶۱۰    | ۰۲:۱۷:۲۷           | ۱۶۳        | حلقه‌ای | ۰٫۹۸۴۹ | ۰۱ دقیقه ۴۱ ثانیه | ۹°۱۲′شمالی ۱۵۵°۲۴′شرقی / ۹٫۲°شمالی ۱۵۵٫۴°شرقی   | ۵۵ کیلومتر (۳۴ مایل)   |                 | [ ۱ ]    |
| ۵ آوریل ۲۶۱۱    | ۱۰:۱۳:۰۵           | ۱۶۸        | جزئی   | ۰٫۷۵۶۴ | —                 | ۷۱°۵۴′جنوبی ۱۰۷°۱۸′شرقی / ۷۱٫۹°جنوبی ۱۰۷٫۳°شرقی | —                      |                 | [ ۱ ]    |
| ۲۸ سپتامبر ۲۶۱۱ | ۱۳:۴۱:۲۵           | ۱۷۳        | کامل   | ۱٫۰۲۸۰ | ۰۱ دقیقه ۴۲ ثانیه | ۶۹°۳۶′شمالی ۳۹°۳۶′شرقی / ۶۹٫۶°شمالی ۳۹٫۶°شرقی   | ۶۳۰ کیلومتر (۳۹۰ مایل) |                 | [ ۱ ]    |
| ۲۳ فوریه ۲۶۱۲   | ۱۹:۵۵:۵۰           | ۱۴۰        | جزئی   | ۰٫۷۶۹۷ | —                 | ۷۱°۳۶′شمالی ۱۶۵°۳۶′غربی / ۷۱٫۶°شمالی ۱۶۵٫۶°غربی | —                      |                 | [ ۱ ]    |
| ۱۸ اوت ۲۶۱۲     | ۲۲:۳۵:۲۷           | ۱۴۵        | کامل   | ۱٫۰۶۲۹ | ۰۴ دقیقه ۴۵ ثانیه | ۴۵°۱۲′جنوبی ۱۶۶°۴۸′غربی / ۴۵٫۲°جنوبی ۱۶۶٫۸°غربی | ۴۰۷ کیلومتر (۲۵۳ مایل) |                 | [ ۱ ]    |
| ۱۱ فوریه ۲۶۱۳   | ۱۹:۵۱:۴۴           | ۱۵۰        | حلقه‌ای | ۰٫۹۳۸۲ | ۰۸ دقیقه ۰۰ ثانیه | ۹°۳۶′شمالی ۱۱۱°۴۸′غربی / ۹٫۶°شمالی ۱۱۱٫۸°غربی   | ۲۵۰ کیلومتر (۱۶۰ مایل) |                 | [ ۱ ]    |
| ۸ اوت ۲۶۱۳      | ۱۳:۳۲:۰۵           | ۱۵۵        | کامل   | ۱٫۰۳۰۰ | ۰۳ دقیقه ۰۷ ثانیه | ۸°۴۲′شمالی ۱۴°۳۰′غربی / ۸٫۷°شمالی ۱۴٫۵°غربی     | ۱۰۲ کیلومتر (۶۳ مایل)  |                 | [ ۱ ]    |
| ۱ فوریه ۲۶۱۴    | ۰۱:۵۵:۱۶           | ۱۶۰        | حلقه‌ای | ۰٫۹۸۹۷ | ۰۱ دقیقه ۰۰ ثانیه | ۳۵°۰۰′جنوبی ۱۶۶°۱۸′شرقی / ۳۵٫۰°جنوبی ۱۶۶٫۳°شرقی | ۳۸ کیلومتر (۲۴ مایل)   |                 | [ ۱ ]    |
| ۲۸ ژوئیه ۲۶۱۴   | ۲۲:۱۴:۴۹           | ۱۶۵        | حلقه‌ای | ۰٫۹۷۲۱ | ۰۲ دقیقه ۲۱ ثانیه | ۶۰°۱۲′شمالی ۱۳۲°۰۰′غربی / ۶۰٫۲°شمالی ۱۳۲٫۰°غربی | ۱۳۵ کیلومتر (۸۴ مایل)  |                 | [ ۱ ]    |
| ۲۱ ژانویه ۲۶۱۵  | ۱۴:۴۲:۰۲           | ۱۷۰        | کامل   | ۱٫۰۲۴۱ | ۰۱ دقیقه ۱۷ ثانیه | ۸۱°۳۶′جنوبی ۹۹°۳۰′شرقی / ۸۱٫۶°جنوبی ۹۹٫۵°شرقی   | ۳۲۸ کیلومتر (۲۰۴ مایل) |                 | [ ۱ ]    |
| ۱۸ ژوئن ۲۶۱۵    | ۰۹:۱۷:۵۶           | ۱۳۷        | جزئی   | ۰٫۲۶۸۹ | —                 | ۶۵°۴۲′جنوبی ۶۶°۲۴′شرقی / ۶۵٫۷°جنوبی ۶۶٫۴°شرقی   | —                      |                 | [ ۱ ]    |
| ۱۸ ژوئیه ۲۶۱۵   | ۰۰:۱۹:۵۸           | ۱۷۵        | جزئی   | ۰٫۱۸۶۹ | —                 | ۶۸°۲۴′شمالی ۸°۰۶′غربی / ۶۸٫۴°شمالی ۸٫۱°غربی     | —                      |                 | [ ۱ ]    |
| ۱۲ دسامبر ۲۶۱۵  | ۱۹:۳۰:۵۴           | ۱۴۲        | جزئی   | ۰٫۸۵۲۴ | —                 | ۶۵°۰۶′شمالی ۸۲°۰۶′غربی / ۶۵٫۱°شمالی ۸۲٫۱°غربی   | —                      |                 | [ ۱ ]    |
| ۶ ژوئن ۲۶۱۶     | ۱۲:۳۷:۱۸           | ۱۴۷        | حلقه‌ای | ۰٫۹۸۲۴ | ۰۲ دقیقه ۰۴ ثانیه | ۱۴°۳۰′جنوبی ۶°۱۸′شرقی / ۱۴٫۵°جنوبی ۶٫۳°شرقی     | ۷۸ کیلومتر (۴۸ مایل)   |                 | [ ۱ ]    |
| ۱ دسامبر ۲۶۱۶   | ۰۶:۵۳:۱۹           | ۱۵۲        | حلقه‌ای | ۰٫۹۷۷۲ | ۰۲ دقیقه ۳۹ ثانیه | ۲°۰۶′شمالی ۸۸°۰۰′شرقی / ۲٫۱°شمالی ۸۸٫۰°شرقی     | ۸۹ کیلومتر (۵۵ مایل)   |                 | [ ۱ ]    |
| ۲۶ مه ۲۶۱۷      | ۲۳:۰۱:۰۴           | ۱۵۷        | کامل   | ۱٫۰۳۹۴ | ۰۳ دقیقه ۳۰ ثانیه | ۳۱°۰۰′شمالی ۱۶۰°۳۰′غربی / ۳۱٫۰°شمالی ۱۶۰٫۵°غربی | ۱۳۴ کیلومتر (۸۳ مایل)  |                 | [ ۱ ]    |
| ۲۰ نوامبر ۲۶۱۷  | ۱۱:۰۷:۱۳           | ۱۶۲        | حلقه‌ای | ۰٫۹۳۳۹ | ۰۷ دقیقه ۱۱ ثانیه | ۳۶°۱۲′جنوبی ۱۱°۰۰′شرقی / ۳۶٫۲°جنوبی ۱۱٫۰°شرقی   | ۲۵۸ کیلومتر (۱۶۰ مایل) |                 | [ ۱ ]    |
| ۱۶ مه ۲۶۱۸      | ۱۴:۴۴:۴۷           | ۱۶۷        | کامل   | ۱٫۰۶۱۲ | ۰۳ دقیقه ۲۴ ثانیه | ۷۰°۵۴′شمالی ۹۷°۱۲′غربی / ۷۰٫۹°شمالی ۹۷٫۲°غربی   | ۴۴۷ کیلومتر (۲۷۸ مایل) |                 | [ ۱ ]    |
| ۹ نوامبر ۲۶۱۸   | ۱۰:۳۹:۳۲           | ۱۷۲        | حلقه‌ای | ۰٫۹۴۷۴ | —                 | ۶۲°۲۴′جنوبی ۱۰۰°۴۲′غربی / ۶۲٫۴°جنوبی ۱۰۰٫۷°غربی | —                      |                 | [ ۱ ]    |
| ۶ آوریل ۲۶۱۹    | ۲۱:۵۱:۰۲           | ۱۳۹        | جزئی   | ۰٫۹۷۸۱ | —                 | ۶۱°۱۲′جنوبی ۶۰°۴۲′غربی / ۶۱٫۲°جنوبی ۶۰٫۷°غربی   | —                      |                 | [ ۱ ]    |
| ۳۰ سپتامبر ۲۶۱۹ | ۰۰:۰۲:۲۸           | ۱۴۴        | جزئی   | ۰٫۷۶۲۰ | —                 | ۶۱°۱۲′شمالی ۸۹°۱۲′غربی / ۶۱٫۲°شمالی ۸۹٫۲°غربی   | —                      |                 | [ ۱ ]    |
| ۲۶ مارس ۲۶۲۰    | ۰۷:۰۶:۱۱           | ۱۴۹        | حلقه‌ای | ۰٫۹۶۳۶ | ۰۳ دقیقه ۴۶ ثانیه | ۱۳°۴۲′جنوبی ۹۲°۱۲′شرقی / ۱۳٫۷°جنوبی ۹۲٫۲°شرقی   | ۱۳۸ کیلومتر (۸۶ مایل)  |                 | [ ۱ ]    |
| ۱۸ سپتامبر ۲۶۲۰ | ۱۳:۱۵:۴۷           | ۱۵۴        | کامل   | ۱٫۰۵۶۵ | ۰۴ دقیقه ۳۵ ثانیه | ۱۹°۲۴′شمالی ۱°۳۶′غربی / ۱۹٫۴°شمالی ۱٫۶°غربی     | ۱۹۸ کیلومتر (۱۲۳ مایل) |                 | [ ۱ ]    |
| ۱۵ مارس ۲۶۲۱    | ۰۹:۰۳:۰۸           | ۱۵۹        | حلقه‌ای | ۰٫۹۲۶۰ | ۰۸ دقیقه ۲۰ ثانیه | ۱۸°۵۴′شمالی ۴۲°۴۲′شرقی / ۱۸٫۹°شمالی ۴۲٫۷°شرقی   | ۳۰۱ کیلومتر (۱۸۷ مایل) |                 | [ ۱ ]    |
| ۸ سپتامبر ۲۶۲۱  | ۰۶:۰۲:۱۹           | ۱۶۴        | کامل   | ۱٫۰۷۱۳ | ۰۵ دقیقه ۴۵ ثانیه | ۱۴°۰۶′جنوبی ۸۶°۴۸′شرقی / ۱۴٫۱°جنوبی ۸۶٫۸°شرقی   | ۲۴۹ کیلومتر (۱۵۵ مایل) |                 | [ ۱ ]    |
| ۴ مارس ۲۶۲۲     | ۰۸:۳۴:۴۳           | ۱۶۹        | جزئی   | ۰٫۷۹۶۳ | —                 | ۶۱°۱۲′شمالی ۱۵°۱۸′غربی / ۶۱٫۲°شمالی ۱۵٫۳°غربی   | —                      |                 | [ ۱ ]    |
| ۳۰ ژوئیه ۲۶۲۲   | ۱۲:۱۸:۰۹           | ۱۳۶        | جزئی   | ۰٫۱۰۳۹ | —                 | ۶۳°۰۰′شمالی ۱۳۶°۲۴′شرقی / ۶۳٫۰°شمالی ۱۳۶٫۴°شرقی | —                      |                 | [ ۱ ]    |
| ۲۸ اوت ۲۶۲۲     | ۲۱:۴۱:۵۹           | ۱۷۴        | جزئی   | ۰٫۷۴۲۵ | —                 | ۶۱°۳۶′جنوبی ۱۵۱°۳۰′شرقی / ۶۱٫۶°جنوبی ۱۵۱٫۵°شرقی | —                      |                 | [ ۱ ]    |
| ۲۲ ژانویه ۲۶۲۳  | ۲۳:۴۱:۲۴           | ۱۴۱        | جزئی   | ۰٫۸۱۹۹ | —                 | ۶۳°۱۸′جنوبی ۲۹°۰۶′غربی / ۶۳٫۳°جنوبی ۲۹٫۱°غربی   | —                      |                 | [ ۱ ]    |
| ۱۹ ژوئیه ۲۶۲۳   | ۱۹:۰۰:۰۶           | ۱۴۶        | حلقه‌ای | ۰٫۹۵۸۹ | ۰۳ دقیقه ۱۰ ثانیه | ۶۶°۴۸′شمالی ۶۰°۱۲′غربی / ۶۶٫۸°شمالی ۶۰٫۲°غربی   | ۲۳۵ کیلومتر (۱۴۶ مایل) |                 | [ ۱ ]    |
| ۱۲ ژانویه ۲۶۲۴  | ۱۳:۴۵:۰۹           | ۱۵۱        | کامل   | ۱٫۰۴۳۳ | ۰۳ دقیقه ۲۱ ثانیه | ۴۳°۴۸′جنوبی ۸°۲۴′غربی / ۴۳٫۸°جنوبی ۸٫۴°غربی     | ۱۵۷ کیلومتر (۹۸ مایل)  |                 | [ ۱ ]    |
| ۷ ژوئیه ۲۶۲۴    | ۲۰:۰۲:۱۰           | ۱۵۶        | حلقه‌ای | ۰٫۹۴۸۷ | ۰۶ دقیقه ۲۴ ثانیه | ۲۳°۲۴′شمالی ۱۱۰°۱۲′غربی / ۲۳٫۴°شمالی ۱۱۰٫۲°غربی | ۱۸۸ کیلومتر (۱۱۷ مایل) |                 | [ ۱ ]    |
| ۱ ژانویه ۲۶۲۵   | ۰۵:۲۵:۲۷           | ۱۶۱        | کامل   | ۱٫۰۳۶۱ | ۰۳ دقیقه ۳۲ ثانیه | ۶°۴۸′جنوبی ۱۰۴°۴۸′شرقی / ۶٫۸°جنوبی ۱۰۴٫۸°شرقی   | ۱۲۶ کیلومتر (۷۸ مایل)  |                 | [ ۱ ]    |
| ۲۶ ژوئن ۲۶۲۵    | ۲۲:۱۵:۴۴           | ۱۶۶        | حلقه‌ای | ۰٫۹۷۲۰ | ۰۳ دقیقه ۱۷ ثانیه | ۲۴°۳۶′جنوبی ۱۵۰°۵۴′غربی / ۲۴٫۶°جنوبی ۱۵۰٫۹°غربی | ۱۵۰ کیلومتر (۹۳ مایل)  |                 | [ ۱ ]    |
| ۲۱ دسامبر ۲۶۲۵  | ۱۸:۰۰:۱۲           | ۱۷۱        | جزئی   | ۰٫۹۷۱۰ | —                 | ۶۶°۰۶′شمالی ۹۵°۳۰′غربی / ۶۶٫۱°شمالی ۹۵٫۵°غربی   | —                      |                 | [ ۱ ]    |
| ۱۷ مه ۲۶۲۶      | ۲۲:۲۸:۴۰           | ۱۳۸        | جزئی   | ۰٫۷۳۱۸ | —                 | ۶۹°۰۶′شمالی ۵۳°۰۶′شرقی / ۶۹٫۱°شمالی ۵۳٫۱°شرقی   | —                      |                 | [ ۱ ]    |
| ۱۶ ژوئن ۲۶۲۶    | ۰۷:۱۳:۲۶           | ۱۷۶        | جزئی   | ۰٫۱۶۲۱ | —                 | ۶۶°۳۰′جنوبی ۷۲°۰۶′شرقی / ۶۶٫۵°جنوبی ۷۲٫۱°شرقی   | —                      |                 | [ ۱ ]    |
| ۱۱ نوامبر ۲۶۲۶  | ۰۶:۰۸:۴۵           | ۱۴۳        | جزئی   | ۰٫۵۸۷۴ | —                 | ۷۰°۰۰′جنوبی ۵۶°۰۶′غربی / ۷۰٫۰°جنوبی ۵۶٫۱°غربی   | —                      |                 | [ ۱ ]    |
| ۷ مه ۲۶۲۷       | ۱۴:۵۲:۰۴           | ۱۴۸        | کامل   | ۱٫۰۶۸۸ | ۰۵ دقیقه ۲۲ ثانیه | ۴۰°۴۸′شمالی ۴۱°۰۰′غربی / ۴۰٫۸°شمالی ۴۱٫۰°غربی   | ۲۴۶ کیلومتر (۱۵۳ مایل) |                 | [ ۱ ]    |
| ۳۱ اکتبر ۲۶۲۷   | ۰۵:۴۳:۵۱           | ۱۵۳        | حلقه‌ای | ۰٫۹۳۵۸ | ۰۶ دقیقه ۴۴ ثانیه | ۴۴°۰۰′جنوبی ۸۹°۰۶′شرقی / ۴۴٫۰°جنوبی ۸۹٫۱°شرقی   | ۲۷۸ کیلومتر (۱۷۳ مایل) |                 | [ ۱ ]    |
| ۲۶ آوریل ۲۶۲۸   | ۰۶:۵۲:۵۷           | ۱۵۸        | کامل   | ۱٫۰۳۹۲ | ۰۳ دقیقه ۵۳ ثانیه | ۴°۰۰′جنوبی ۸۹°۰۶′شرقی / ۴٫۰°جنوبی ۸۹٫۱°شرقی     | ۱۳۸ کیلومتر (۸۶ مایل)  |                 | [ ۱ ]    |
| ۱۹ اکتبر ۲۶۲۸   | ۰۹:۵۷:۲۴           | ۱۶۳        | حلقه‌ای | ۰٫۹۸۵۴ | ۰۱ دقیقه ۳۹ ثانیه | ۲°۴۲′شمالی ۳۹°۰۰′شرقی / ۲٫۷°شمالی ۳۹٫۰°شرقی     | ۵۳ کیلومتر (۳۳ مایل)   |                 | [ ۱ ]    |
| ۱۵ آوریل ۲۶۲۹   | ۱۷:۵۶:۳۸           | ۱۶۸        | جزئی   | ۰٫۸۲۰۹ | —                 | ۷۱°۳۰′جنوبی ۲۲°۰۶′غربی / ۷۱٫۵°جنوبی ۲۲٫۱°غربی   | —                      |                 | [ ۱ ]    |
| ۸ اکتبر ۲۶۲۹    | ۲۱:۳۵:۲۹           | ۱۷۳        | کامل   | ۱٫۰۳۱۲ | ۰۲ دقیقه ۱۰ ثانیه | ۵۹°۰۰′شمالی ۱۰۶°۱۸′غربی / ۵۹٫۰°شمالی ۱۰۶٫۳°غربی | ۳۰۲ کیلومتر (۱۸۸ مایل) |                 | [ ۱ ]    |
| ۶ مارس ۲۶۳۰     | ۰۳:۴۲:۰۹           | ۱۴۰        | جزئی   | ۰٫۷۳۵۰ | —                 | ۷۲°۰۶′شمالی ۶۴°۱۸′شرقی / ۷۲٫۱°شمالی ۶۴٫۳°شرقی   | —                      |                 | [ ۱ ]    |
| ۳۰ اوت ۲۶۳۰     | ۰۶:۱۰:۵۲           | ۱۴۵        | کامل   | ۱٫۰۵۶۸ | ۰۳ دقیقه ۵۳ ثانیه | ۵۶°۰۶′جنوبی ۶۸°۵۴′شرقی / ۵۶٫۱°جنوبی ۶۸٫۹°شرقی   | ۵۱۴ کیلومتر (۳۱۹ مایل) |                 | [ ۱ ]    |
| ۲۳ فوریه ۲۶۳۱   | ۰۳:۵۵:۱۱           | ۱۵۰        | حلقه‌ای | ۰٫۹۴۱۹ | ۰۷ دقیقه ۱۳ ثانیه | ۱۴°۰۰′شمالی ۱۲۶°۱۸′شرقی / ۱۴٫۰°شمالی ۱۲۶٫۳°شرقی | ۲۳۶ کیلومتر (۱۴۷ مایل) |                 | [ ۱ ]    |
| ۱۹ اوت ۲۶۳۱     | ۲۰:۴۷:۰۳           | ۱۵۵        | کامل   | ۱٫۰۲۴۹ | ۰۲ دقیقه ۳۶ ثانیه | ۱°۱۲′شمالی ۱۲۴°۴۲′غربی / ۱٫۲°شمالی ۱۲۴٫۷°غربی   | ۸۶ کیلومتر (۵۳ مایل)   |                 | [ ۱ ]    |
| ۱۲ فوریه ۲۶۳۲   | ۱۰:۲۵:۳۷           | ۱۶۰        | حلقه‌ای | ۰٫۹۹۳۸ | ۰۰ دقیقه ۳۶ ثانیه | ۳۰°۵۴′جنوبی ۴۰°۰۶′شرقی / ۳۰٫۹°جنوبی ۴۰٫۱°شرقی   | ۲۳ کیلومتر (۱۴ مایل)   |                 | [ ۱ ]    |
| ۸ اوت ۲۶۳۲      | ۰۴:۵۹:۲۷           | ۱۶۵        | حلقه‌ای | ۰٫۹۶۹۵ | ۰۲ دقیقه ۴۹ ثانیه | ۵۱°۱۲′شمالی ۱۲۶°۳۰′شرقی / ۵۱٫۲°شمالی ۱۲۶٫۵°شرقی | ۱۳۶ کیلومتر (۸۵ مایل)  |                 | [ ۱ ]    |
| ۳۱ ژانویه ۲۶۳۳  | ۲۳:۳۱:۲۵           | ۱۷۰        | کامل   | ۱٫۰۲۶۶ | ۰۱ دقیقه ۲۷ ثانیه | ۷۹°۵۴′جنوبی ۶۴°۳۶′غربی / ۷۹٫۹°جنوبی ۶۴٫۶°غربی   | ۳۳۲ کیلومتر (۲۰۶ مایل) |                 | [ ۱ ]    |
| ۲۸ ژوئن ۲۶۳۳    | ۱۵:۴۸:۴۱           | ۱۳۷        | جزئی   | ۰٫۱۲۹۱ | —                 | ۶۶°۴۲′جنوبی ۴۱°۱۲′غربی / ۶۶٫۷°جنوبی ۴۱٫۲°غربی   | —                      |                 | [ ۱ ]    |
| ۲۸ ژوئیه ۲۶۳۳   | ۰۶:۴۵:۱۴           | ۱۷۵        | جزئی   | ۰٫۳۳۳۰ | —                 | ۶۹°۲۴′شمالی ۱۱۵°۳۶′غربی / ۶۹٫۴°شمالی ۱۱۵٫۶°غربی | —                      |                 | [ ۱ ]    |
| ۲۳ دسامبر ۲۶۳۳  | ۰۴:۱۲:۱۵           | ۱۴۲        | جزئی   | ۰٫۸۳۱۳ | —                 | ۶۶°۰۶′شمالی ۱۳۷°۵۴′شرقی / ۶۶٫۱°شمالی ۱۳۷٫۹°شرقی | —                      |                 | [ ۱ ]    |
| ۱۷ ژوئن ۲۶۳۴    | ۱۹:۳۴:۲۲           | ۱۴۷        | حلقه‌ای | ۰٫۹۸۶۲ | ۰۱ دقیقه ۳۶ ثانیه | ۱۹°۴۸′جنوبی ۹۹°۰۶′غربی / ۱۹٫۸°جنوبی ۹۹٫۱°غربی   | ۶۷ کیلومتر (۴۲ مایل)   |                 | [ ۱ ]    |
| ۱۲ دسامبر ۲۶۳۴  | ۱۵:۱۱:۱۳           | ۱۵۲        | حلقه‌ای | ۰٫۹۷۲۳ | ۰۳ دقیقه ۱۹ ثانیه | ۲°۱۲′شمالی ۳۶°۴۲′غربی / ۲٫۲°شمالی ۳۶٫۷°غربی     | ۱۱۰ کیلومتر (۶۸ مایل)  |                 | [ ۱ ]    |
| ۷ ژوئن ۲۶۳۵     | ۰۶:۲۸:۲۲           | ۱۵۷        | کامل   | ۱٫۰۴۴۷ | ۰۴ دقیقه ۰۴ ثانیه | ۲۸°۴۸′شمالی ۹۰°۱۸′شرقی / ۲۸٫۸°شمالی ۹۰٫۳°شرقی   | ۱۵۰ کیلومتر (۹۳ مایل)  |                 | [ ۱ ]    |
| ۱ دسامبر ۲۶۳۵   | ۱۸:۵۶:۵۵           | ۱۶۲        | حلقه‌ای | ۰٫۹۳۰۲ | ۰۷ دقیقه ۴۷ ثانیه | ۳۷°۲۴′جنوبی ۱۰۳°۳۰′غربی / ۳۷٫۴°جنوبی ۱۰۳٫۵°غربی | ۲۷۲ کیلومتر (۱۶۹ مایل) |                 | [ ۱ ]    |
| ۲۶ مه ۲۶۳۶      | ۲۲:۳۰:۵۳           | ۱۶۷        | کامل   | ۱٫۰۶۶۱ | ۰۳ دقیقه ۴۸ ثانیه | ۷۱°۴۸′شمالی ۱۶۵°۳۰′شرقی / ۷۱٫۸°شمالی ۱۶۵٫۵°شرقی | ۳۹۲ کیلومتر (۲۴۴ مایل) |                 | [ ۱ ]    |
| ۱۹ نوامبر ۲۶۳۶  | ۱۸:۱۶:۵۹           | ۱۷۲        | حلقه‌ای | ۰٫۹۱۶۴ | ۰۵ دقیقه ۳۳ ثانیه | ۷۰°۵۴′جنوبی ۱۶۳°۱۸′شرقی / ۷۰٫۹°جنوبی ۱۶۳٫۳°شرقی | —                      |                 | [ ۱ ]    |
| ۱۷ آوریل ۲۶۳۷   | ۰۵:۵۱:۳۳           | ۱۳۹        | جزئی   | ۰٫۹۰۱۳ | —                 | ۶۱°۳۶′جنوبی ۱۷۰°۴۸′شرقی / ۶۱٫۶°جنوبی ۱۷۰٫۸°شرقی | —                      |                 | [ ۱ ]    |
| ۱۰ اکتبر ۲۶۳۷   | ۰۷:۴۲:۱۱           | ۱۴۴        | جزئی   | ۰٫۶۸۰۲ | —                 | ۶۱°۲۴′شمالی ۱۴۷°۳۶′شرقی / ۶۱٫۴°شمالی ۱۴۷٫۶°شرقی | —                      |                 | [ ۱ ]    |
| ۶ آوریل ۲۶۳۸    | ۱۴:۵۰:۱۷           | ۱۴۹        | حلقه‌ای | ۰٫۹۶۳۵ | ۰۳ دقیقه ۵۲ ثانیه | ۱۱°۳۶′جنوبی ۲۳°۲۴′غربی / ۱۱٫۶°جنوبی ۲۳٫۴°غربی   | ۱۴۰ کیلومتر (۸۷ مایل)  |                 | [ ۱ ]    |
| ۲۹ سپتامبر ۲۶۳۸ | ۲۱:۰۶:۳۷           | ۱۵۴        | کامل   | ۱٫۰۵۵۴ | ۰۴ دقیقه ۳۱ ثانیه | ۱۸°۰۶′شمالی ۱۱۸°۲۴′غربی / ۱۸٫۱°شمالی ۱۱۸٫۴°غربی | ۱۹۸ کیلومتر (۱۲۳ مایل) |                 | [ ۱ ]    |
| ۲۶ مارس ۲۶۳۹    | ۱۶:۳۶:۳۹           | ۱۵۹        | حلقه‌ای | ۰٫۹۲۸۱ | ۰۷ دقیقه ۵۸ ثانیه | ۲۱°۲۴′شمالی ۷۰°۱۲′غربی / ۲۱٫۴°شمالی ۷۰٫۲°غربی   | ۲۸۸ کیلومتر (۱۷۹ مایل) |                 | [ ۱ ]    |
| ۱۹ سپتامبر ۲۶۳۹ | ۱۳:۵۰:۲۴           | ۱۶۴        | کامل   | ۱٫۰۶۸۳ | ۰۵ دقیقه ۲۸ ثانیه | ۱۵°۰۰′جنوبی ۲۹°۲۴′غربی / ۱۵٫۰°جنوبی ۲۹٫۴°غربی   | ۲۳۴ کیلومتر (۱۴۵ مایل) |                 | [ ۱ ]    |
| ۱۴ مارس ۲۶۴۰    | ۱۶:۲۱:۰۹           | ۱۶۹        | جزئی   | ۰٫۸۴۳۹ | —                 | ۶۱°۰۰′شمالی ۱۴۰°۰۶′غربی / ۶۱٫۰°شمالی ۱۴۰٫۱°غربی | —                      |                 | [ ۱ ]    |
| ۸ سپتامبر ۲۶۴۰  | ۰۵:۱۰:۴۸           | ۱۷۴        | جزئی   | ۰٫۸۵۳۲ | —                 | ۶۱°۱۸′جنوبی ۳۰°۵۴′شرقی / ۶۱٫۳°جنوبی ۳۰٫۹°شرقی   | —                      |                 | [ ۱ ]    |
| ۲ فوریه ۲۶۴۱    | ۰۸:۲۰:۰۴           | ۱۴۱        | جزئی   | ۰٫۸۱۵۰ | —                 | ۶۲°۳۶′جنوبی ۱۶۷°۳۰′غربی / ۶۲٫۶°جنوبی ۱۶۷٫۵°غربی | —                      |                 | [ ۱ ]    |
| ۳۰ ژوئیه ۲۶۴۱   | ۰۱:۳۵:۵۶           | ۱۴۶        | حلقه‌ای | ۰٫۹۵۴۵ | ۰۳ دقیقه ۲۰ ثانیه | ۶۸°۰۶′شمالی ۱۴۰°۰۰′غربی / ۶۸٫۱°شمالی ۱۴۰٫۰°غربی | ۳۲۶ کیلومتر (۲۰۳ مایل) |                 | [ ۱ ]    |
| ۲۲ ژانویه ۲۶۴۲  | ۲۲:۳۶:۳۳           | ۱۵۱        | کامل   | ۱٫۰۴۴۳ | ۰۳ دقیقه ۲۴ ثانیه | ۴۱°۲۴′جنوبی ۱۳۸°۰۶′غربی / ۴۱٫۴°جنوبی ۱۳۸٫۱°غربی | ۱۶۰ کیلومتر (۹۹ مایل)  |                 | [ ۱ ]    |
| ۱۹ ژوئیه ۲۶۴۲   | ۰۲:۲۷:۵۴           | ۱۵۶        | حلقه‌ای | ۰٫۹۴۹۳ | ۰۶ دقیقه ۰۰ ثانیه | ۲۶°۳۶′شمالی ۱۵۵°۴۸′شرقی / ۲۶٫۶°شمالی ۱۵۵٫۸°شرقی | ۱۸۷ کیلومتر (۱۱۶ مایل) |                 | [ ۱ ]    |
| ۱۲ ژانویه ۲۶۴۳  | ۱۴:۱۴:۰۶           | ۱۶۱        | کامل   | ۱٫۰۳۴۱ | ۰۳ دقیقه ۱۸ ثانیه | ۶°۰۰′جنوبی ۲۷°۰۰′غربی / ۶٫۰°جنوبی ۲۷٫۰°غربی     | ۱۱۹ کیلومتر (۷۴ مایل)  |                 | [ ۱ ]    |
| ۸ ژوئیه ۲۶۴۳    | ۰۵:۰۰:۵۷           | ۱۶۶        | حلقه‌ای | ۰٫۹۷۶۸ | ۰۲ دقیقه ۴۴ ثانیه | ۱۸°۱۲′جنوبی ۱۰۶°۴۲′شرقی / ۱۸٫۲°جنوبی ۱۰۶٫۷°شرقی | ۱۰۹ کیلومتر (۶۸ مایل)  |                 | [ ۱ ]    |
| ۲ ژانویه ۲۶۴۴   | ۰۲:۳۱:۰۷           | ۱۷۱        | حلقه‌ای | ۰٫۹۷۵۹ | —                 | ۶۵°۰۰′شمالی ۱۲۷°۰۶′شرقی / ۶۵٫۰°شمالی ۱۲۷٫۱°شرقی | —                      |                 | [ ۱ ]    |
| ۲۸ مه ۲۶۴۴      | ۰۶:۰۵:۵۸           | ۱۳۸        | جزئی   | ۰٫۶۲۳۶ | —                 | ۶۸°۱۲′شمالی ۷۲°۱۸′غربی / ۶۸٫۲°شمالی ۷۲٫۳°غربی   | —                      |                 | [ ۱ ]    |
| ۲۶ ژوئن ۲۶۴۴    | ۱۴:۲۹:۰۱           | ۱۷۶        | جزئی   | ۰٫۳۰۱۶ | —                 | ۶۵°۳۰′جنوبی ۴۶°۴۲′غربی / ۶۵٫۵°جنوبی ۴۶٫۷°غربی   | —                      |                 | [ ۱ ]    |
| ۲۱ نوامبر ۲۶۴۴  | ۱۳:۴۷:۲۹           | ۱۴۳        | جزئی   | ۰٫۵۳۹۰ | —                 | ۶۹°۰۰′جنوبی ۱۷۷°۳۰′شرقی / ۶۹٫۰°جنوبی ۱۷۷٫۵°شرقی | —                      |                 | [ ۱ ]    |
| ۱۷ مه ۲۶۴۵      | ۲۲:۴۳:۱۸           | ۱۴۸        | کامل   | ۱٫۰۷۰۷ | ۰۵ دقیقه ۱۷ ثانیه | ۴۷°۲۴′شمالی ۱۵۷°۴۲′غربی / ۴۷٫۴°شمالی ۱۵۷٫۷°غربی | ۲۶۱ کیلومتر (۱۶۲ مایل) |                 | [ ۱ ]    |
| ۱۰ نوامبر ۲۶۴۵  | ۱۳:۱۸:۳۶           | ۱۵۳        | حلقه‌ای | ۰٫۹۳۴۴ | ۰۶ دقیقه ۳۵ ثانیه | ۴۹°۵۴′جنوبی ۲۳°۳۶′غربی / ۴۹٫۹°جنوبی ۲۳٫۶°غربی   | ۲۹۳ کیلومتر (۱۸۲ مایل) |                 | [ ۱ ]    |
| ۷ مه ۲۶۴۶       | ۱۴:۴۱:۴۶           | ۱۵۸        | کامل   | ۱٫۰۳۹۶ | ۰۴ دقیقه ۰۰ ثانیه | ۲°۰۶′شمالی ۲۹°۲۴′غربی / ۲٫۱°شمالی ۲۹٫۴°غربی     | ۱۳۷ کیلومتر (۸۵ مایل)  |                 | [ ۱ ]    |
| ۳۰ اکتبر ۲۶۴۶   | ۱۷:۴۶:۵۹           | ۱۶۳        | حلقه‌ای | ۰٫۹۸۵۷ | ۰۱ دقیقه ۳۸ ثانیه | ۳°۱۲′جنوبی ۷۹°۲۴′غربی / ۳٫۲°جنوبی ۷۹٫۴°غربی     | ۵۱ کیلومتر (۳۲ مایل)   |                 | [ ۱ ]    |
| ۲۷ آوریل ۲۶۴۷   | ۰۱:۳۰:۴۹           | ۱۶۸        | جزئی   | ۰٫۸۹۸۰ | —                 | ۷۰°۴۸′جنوبی ۱۴۸°۳۰′غربی / ۷۰٫۸°جنوبی ۱۴۸٫۵°غربی | —                      |                 | [ ۱ ]    |
| ۲۰ اکتبر ۲۶۴۷   | ۰۵:۳۸:۰۳           | ۱۷۳        | کامل   | ۱٫۰۳۲۴ | ۰۲ دقیقه ۲۷ ثانیه | ۵۰°۳۰′شمالی ۱۲۲°۴۸′شرقی / ۵۰٫۵°شمالی ۱۲۲٫۸°شرقی | ۲۴۳ کیلومتر (۱۵۱ مایل) |                 | [ ۱ ]    |
| ۱۶ مارس ۲۶۴۸    | ۱۱:۲۱:۵۴           | ۱۴۰        | جزئی   | ۰٫۶۹۱۷ | —                 | ۷۲°۱۸′شمالی ۶۴°۳۰′غربی / ۷۲٫۳°شمالی ۶۴٫۵°غربی   | —                      |                 | [ ۱ ]    |
| ۹ سپتامبر ۲۶۴۸  | ۱۳:۵۱:۲۳           | ۱۴۵        | کامل   | ۱٫۰۴۷۹ | ۰۲ دقیقه ۴۸ ثانیه | ۷۰°۰۶′جنوبی ۷۹°۰۶′غربی / ۷۰٫۱°جنوبی ۷۹٫۱°غربی   | —                      |                 | [ ۱ ]    |
| ۵ مارس ۲۶۴۹     | ۱۱:۵۵:۲۱           | ۱۵۰        | حلقه‌ای | ۰٫۹۴۶۰ | ۰۶ دقیقه ۲۵ ثانیه | ۱۹°۰۰′شمالی ۵°۱۲′شرقی / ۱۹٫۰°شمالی ۵٫۲°شرقی     | ۲۲۰ کیلومتر (۱۴۰ مایل) |                 | [ ۱ ]    |
| ۳۰ اوت ۲۶۴۹     | ۰۴:۰۳:۵۵           | ۱۵۵        | کامل   | ۱٫۰۱۹۴ | ۰۲ دقیقه ۰۱ ثانیه | ۶°۳۰′جنوبی ۱۲۴°۱۲′شرقی / ۶٫۵°جنوبی ۱۲۴٫۲°شرقی   | ۶۹ کیلومتر (۴۳ مایل)   |                 | [ ۱ ]    |
| ۲۲ فوریه ۲۶۵۰   | ۱۸:۵۳:۵۹           | ۱۶۰        | حلقه‌ای | ۰٫۹۹۸۴ | ۰۰ دقیقه ۰۹ ثانیه | ۲۶°۱۲′جنوبی ۸۶°۲۴′غربی / ۲۶٫۲°جنوبی ۸۶٫۴°غربی   | ۶ کیلومتر (۳٫۷ مایل)   |                 | [ ۱ ]    |
| ۱۹ اوت ۲۶۵۰     | ۱۱:۴۵:۲۳           | ۱۶۵        | حلقه‌ای | ۰٫۹۶۶۳ | ۰۳ دقیقه ۲۱ ثانیه | ۴۲°۲۴′شمالی ۲۳°۴۲′شرقی / ۴۲٫۴°شمالی ۲۳٫۷°شرقی   | ۱۴۱ کیلومتر (۸۸ مایل)  |                 | [ ۱ ]    |
| ۱۲ فوریه ۲۶۵۱   | ۰۸:۱۷:۲۸           | ۱۷۰        | کامل   | ۱٫۰۲۹۸ | ۰۱ دقیقه ۴۱ ثانیه | ۷۶°۳۶′جنوبی ۱۳۹°۵۴′شرقی / ۷۶٫۶°جنوبی ۱۳۹٫۹°شرقی | ۳۳۲ کیلومتر (۲۰۶ مایل) |                 | [ ۱ ]    |
| ۸ اوت ۲۶۵۱      | ۱۳:۱۳:۲۷           | ۱۷۵        | جزئی   | ۰٫۴۷۵۷ | —                 | ۷۰°۱۸′شمالی ۱۳۵°۳۶′شرقی / ۷۰٫۳°شمالی ۱۳۵٫۶°شرقی | —                      |                 | [ ۱ ]    |
| ۳ ژانویه ۲۶۵۲   | ۱۲:۵۵:۴۲           | ۱۴۲        | جزئی   | ۰٫۸۱۴۴ | —                 | ۶۷°۱۲′شمالی ۳°۰۶′غربی / ۶۷٫۲°شمالی ۳٫۱°غربی     | —                      |                 | [ ۱ ]    |
| ۲۸ ژوئن ۲۶۵۲    | ۰۲:۳۱:۱۲           | ۱۴۷        | حلقه‌ای | ۰٫۹۸۹۲ | ۰۱ دقیقه ۱۱ ثانیه | ۲۶°۳۰′جنوبی ۱۵۴°۴۲′شرقی / ۲۶٫۵°جنوبی ۱۵۴٫۷°شرقی | ۵۸ کیلومتر (۳۶ مایل)   |                 | [ ۱ ]    |
| ۲۲ دسامبر ۲۶۵۲  | ۲۳:۳۱:۱۷           | ۱۵۲        | حلقه‌ای | ۰٫۹۶۸۰ | ۰۳ دقیقه ۵۶ ثانیه | ۲°۴۸′شمالی ۱۶۲°۰۰′غربی / ۲٫۸°شمالی ۱۶۲٫۰°غربی   | ۱۲۸ کیلومتر (۸۰ مایل)  |                 | [ ۱ ]    |
| ۱۷ ژوئن ۲۶۵۳    | ۱۳:۵۳:۰۵           | ۱۵۷        | کامل   | ۱٫۰۴۹۳ | ۰۴ دقیقه ۳۷ ثانیه | ۲۵°۳۰′شمالی ۱۸°۴۸′غربی / ۲۵٫۵°شمالی ۱۸٫۸°غربی   | ۱۶۴ کیلومتر (۱۰۲ مایل) |                 | [ ۱ ]    |
| ۱۲ دسامبر ۲۶۵۳  | ۰۲:۵۱:۳۳           | ۱۶۲        | حلقه‌ای | ۰٫۹۲۷۱ | ۰۸ دقیقه ۲۱ ثانیه | ۳۸°۰۰′جنوبی ۱۴۱°۰۶′شرقی / ۳۸٫۰°جنوبی ۱۴۱٫۱°شرقی | ۲۸۴ کیلومتر (۱۷۶ مایل) |                 | [ ۱ ]    |
| ۷ ژوئن ۲۶۵۴     | ۰۶:۰۹:۵۰           | ۱۶۷        | کامل   | ۱٫۰۷۰۳ | ۰۴ دقیقه ۱۲ ثانیه | ۷۰°۳۶′شمالی ۷۰°۰۶′شرقی / ۷۰٫۶°شمالی ۷۰٫۱°شرقی   | ۳۵۸ کیلومتر (۲۲۲ مایل) |                 | [ ۱ ]    |
| ۱ دسامبر ۲۶۵۴   | ۰۲:۰۳:۲۹           | ۱۷۲        | حلقه‌ای | ۰٫۹۱۶۵ | ۰۵ دقیقه ۴۱ ثانیه | ۷۵°۴۸′جنوبی ۵۳°۲۴′شرقی / ۷۵٫۸°جنوبی ۵۳٫۴°شرقی   | ۰۲۱ کیلومتر (۱۳ مایل)  |                 | [ ۱ ]    |
| ۲۸ آوریل ۲۶۵۵   | ۱۳:۴۰:۵۶           | ۱۳۹        | جزئی   | ۰٫۸۰۹۴ | —                 | ۶۲°۰۰′جنوبی ۴۵°۰۶′شرقی / ۶۲٫۰°جنوبی ۴۵٫۱°شرقی   | —                      |                 | [ ۱ ]    |
| ۲۷ مه ۲۶۵۵      | ۲۲:۵۱:۵۰           | ۱۷۷        | جزئی   | ۰٫۰۵۴۳ | —                 | ۶۴°۰۶′شمالی ۶۲°۲۴′شرقی / ۶۴٫۱°شمالی ۶۲٫۴°شرقی   | —                      |                 | [ ۱ ]    |
| ۲۱ اکتبر ۲۶۵۵   | ۱۵:۳۲:۱۳           | ۱۴۴        | جزئی   | ۰٫۶۱۲۳ | —                 | ۶۱°۴۲′شمالی ۲۱°۴۲′شرقی / ۶۱٫۷°شمالی ۲۱٫۷°شرقی   | —                      |                 | [ ۱ ]    |
| ۱۶ آوریل ۲۶۵۶   | ۲۲:۲۳:۱۲           | ۱۴۹        | حلقه‌ای | ۰٫۹۶۳۳ | ۰۴ دقیقه ۰۰ ثانیه | ۱۰°۳۰′جنوبی ۱۳۶°۱۲′غربی / ۱۰٫۵°جنوبی ۱۳۶٫۲°غربی | ۱۴۳ کیلومتر (۸۹ مایل)  |                 | [ ۱ ]    |
| ۱۰ اکتبر ۲۶۵۶   | ۰۵:۰۶:۰۱           | ۱۵۴        | کامل   | ۱٫۰۵۳۹ | ۰۴ دقیقه ۲۸ ثانیه | ۱۶°۴۲′شمالی ۱۲۲°۱۲′شرقی / ۱۶٫۷°شمالی ۱۲۲٫۲°شرقی | ۱۹۷ کیلومتر (۱۲۲ مایل) |                 | [ ۱ ]    |
| ۶ آوریل ۲۶۵۷    | ۰۰:۰۱:۴۶           | ۱۵۹        | حلقه‌ای | ۰٫۹۳۰۵ | ۰۷ دقیقه ۳۸ ثانیه | ۲۳°۳۶′شمالی ۱۷۹°۲۴′شرقی / ۲۳٫۶°شمالی ۱۷۹٫۴°شرقی | ۲۷۴ کیلومتر (۱۷۰ مایل) |                 | [ ۱ ]    |
| ۲۹ سپتامبر ۲۶۵۷ | ۲۱:۴۳:۰۷           | ۱۶۴        | کامل   | ۱٫۰۶۴۷ | ۰۵ دقیقه ۱۱ ثانیه | ۱۶°۲۴′جنوبی ۱۴۶°۳۶′غربی / ۱۶٫۴°جنوبی ۱۴۶٫۶°غربی | ۲۱۹ کیلومتر (۱۳۶ مایل) |                 | [ ۱ ]    |
| ۲۶ مارس ۲۶۵۸    | ۰۰:۰۲:۲۳           | ۱۶۹        | جزئی   | ۰٫۹۰۰۲ | —                 | ۶۱°۰۰′شمالی ۹۶°۲۴′شرقی / ۶۱٫۰°شمالی ۹۶٫۴°شرقی   | —                      |                 | [ ۱ ]    |
| ۱۹ سپتامبر ۲۶۵۸ | ۱۲:۴۲:۵۲           | ۱۷۴        | جزئی   | ۰٫۹۵۶۴ | —                 | ۶۱°۰۶′جنوبی ۹۰°۲۴′غربی / ۶۱٫۱°جنوبی ۹۰٫۴°غربی   | —                      |                 | [ ۱ ]    |
| ۱۳ فوریه ۲۶۵۹   | ۱۶:۵۷:۱۵           | ۱۴۱        | جزئی   | ۰٫۸۰۷۳ | —                 | ۶۲°۰۰′جنوبی ۵۴°۳۶′شرقی / ۶۲٫۰°جنوبی ۵۴٫۶°شرقی   | —                      |                 | [ ۱ ]    |
| ۱۰ اوت ۲۶۵۹     | ۰۸:۱۱:۵۱           | ۱۴۶        | حلقه‌ای | ۰٫۹۴۸۷ | ۰۳ دقیقه ۳۰ ثانیه | ۶۷°۳۶′شمالی ۱۴۶°۴۸′شرقی / ۶۷٫۶°شمالی ۱۴۶٫۸°شرقی | ۵۸۴ کیلومتر (۳۶۳ مایل) |                 | [ ۱ ]    |
| ۳ فوریه ۲۶۶۰    | ۰۷:۲۷:۳۲           | ۱۵۱        | کامل   | ۱٫۰۴۵۷ | ۰۳ دقیقه ۳۰ ثانیه | ۳۸°۱۲′جنوبی ۹۱°۳۰′شرقی / ۳۸٫۲°جنوبی ۹۱٫۵°شرقی   | ۱۶۵ کیلومتر (۱۰۳ مایل) |                 | [ ۱ ]    |
| ۲۹ ژوئیه ۲۶۶۰   | ۰۸:۵۵:۲۱           | ۱۵۶        | حلقه‌ای | ۰٫۹۴۹۵ | ۰۵ دقیقه ۴۲ ثانیه | ۲۸°۵۴′شمالی ۶۱°۴۸′شرقی / ۲۸٫۹°شمالی ۶۱٫۸°شرقی   | ۱۸۹ کیلومتر (۱۱۷ مایل) |                 | [ ۱ ]    |
| ۲۲ ژانویه ۲۶۶۱  | ۲۳:۰۲:۲۳           | ۱۶۱        | کامل   | ۱٫۰۳۲۴ | ۰۳ دقیقه ۰۴ ثانیه | ۴°۲۴′جنوبی ۱۵۸°۴۸′غربی / ۴٫۴°جنوبی ۱۵۸٫۸°غربی   | ۱۱۳ کیلومتر (۷۰ مایل)  |                 | [ ۱ ]    |
| ۱۸ ژوئیه ۲۶۶۱   | ۱۱:۴۸:۰۸           | ۱۶۶        | حلقه‌ای | ۰٫۹۸۱۱ | ۰۲ دقیقه ۱۲ ثانیه | ۱۳°۱۲′جنوبی ۴°۳۰′شرقی / ۱۳٫۲°جنوبی ۴٫۵°شرقی     | ۸۱ کیلومتر (۵۰ مایل)   |                 | [ ۱ ]    |
| ۱۲ ژانویه ۲۶۶۲  | ۱۱:۰۲:۲۶           | ۱۷۱        | حلقه‌ای | ۰٫۹۷۸۷ | —                 | ۶۴°۰۶′شمالی ۱۰°۰۰′غربی / ۶۴٫۱°شمالی ۱۰٫۰°غربی   | —                      |                 | [ ۱ ]    |
| ۸ ژوئن ۲۶۶۲     | ۱۳:۳۸:۴۳           | ۱۳۸        | جزئی   | ۰٫۵۰۶۸ | —                 | ۶۷°۱۲′شمالی ۱۶۳°۵۴′شرقی / ۶۷٫۲°شمالی ۱۶۳٫۹°شرقی | —                      |                 | [ ۱ ]    |
| ۷ ژوئیه ۲۶۶۲    | ۲۱:۴۳:۲۳           | ۱۷۶        | جزئی   | ۰٫۴۴۶۰ | —                 | ۶۴°۳۶′جنوبی ۱۶۴°۴۸′غربی / ۶۴٫۶°جنوبی ۱۶۴٫۸°غربی | —                      |                 | [ ۱ ]    |
| ۲ دسامبر ۲۶۶۲   | ۲۱:۳۲:۵۴           | ۱۴۳        | جزئی   | ۰٫۵۰۰۷ | —                 | ۶۷°۵۴′جنوبی ۵۰°۱۲′شرقی / ۶۷٫۹°جنوبی ۵۰٫۲°شرقی   | —                      |                 | [ ۱ ]    |
| ۲۹ مه ۲۶۶۳      | ۰۶:۲۸:۲۱           | ۱۴۸        | کامل   | ۱٫۰۷۱۹ | ۰۵ دقیقه ۰۷ ثانیه | ۵۳°۴۲′شمالی ۸۸°۴۲′شرقی / ۵۳٫۷°شمالی ۸۸٫۷°شرقی   | ۲۷۶ کیلومتر (۱۷۱ مایل) |                 | [ ۱ ]    |
| ۲۱ نوامبر ۲۶۶۳  | ۲۱:۰۲:۰۱           | ۱۵۳        | حلقه‌ای | ۰٫۹۳۳۳ | ۰۶ دقیقه ۲۶ ثانیه | ۵۴°۵۴′جنوبی ۱۳۶°۳۶′غربی / ۵۴٫۹°جنوبی ۱۳۶٫۶°غربی | ۳۰۵ کیلومتر (۱۹۰ مایل) |                 | [ ۱ ]    |
| ۱۷ مه ۲۶۶۴      | ۲۲:۲۲:۴۹           | ۱۵۸        | کامل   | ۱٫۰۳۹۵ | ۰۴ دقیقه ۰۲ ثانیه | ۷°۵۴′شمالی ۱۴۵°۲۴′غربی / ۷٫۹°شمالی ۱۴۵٫۴°غربی   | ۱۳۵ کیلومتر (۸۴ مایل)  |                 | [ ۱ ]    |
| ۱۰ نوامبر ۲۶۶۴  | ۰۱:۴۶:۱۰           | ۱۶۳        | حلقه‌ای | ۰٫۹۸۶۱ | ۰۱ دقیقه ۳۶ ثانیه | ۸°۱۲′جنوبی ۱۶۰°۲۴′شرقی / ۸٫۲°جنوبی ۱۶۰٫۴°شرقی   | ۵۰ کیلومتر (۳۱ مایل)   |                 | [ ۱ ]    |
| ۷ مه ۲۶۶۵       | ۰۸:۵۵:۰۹           | ۱۶۸        | حلقه‌ای | ۰٫۹۶۶۸ | ۰۲ دقیقه ۳۵ ثانیه | ۶۶°۱۸′جنوبی ۸۲°۲۴′شرقی / ۶۶٫۳°جنوبی ۸۲٫۴°شرقی   | —                      |                 | [ ۱ ]    |
| ۳۰ اکتبر ۲۶۶۵   | ۱۳:۴۸:۳۰           | ۱۷۳        | کامل   | ۱٫۰۳۳۰ | ۰۲ دقیقه ۴۰ ثانیه | ۴۳°۳۶′شمالی ۶°۰۶′غربی / ۴۳٫۶°شمالی ۶٫۱°غربی     | ۲۱۵ کیلومتر (۱۳۴ مایل) |                 | [ ۱ ]    |
| ۲۷ مارس ۲۶۶۶    | ۱۸:۵۳:۰۷           | ۱۴۰        | جزئی   | ۰٫۶۳۷۱ | —                 | ۷۲°۱۲′شمالی ۱۶۸°۴۸′شرقی / ۷۲٫۲°شمالی ۱۶۸٫۸°شرقی | —                      |                 | [ ۱ ]    |
| ۲۰ سپتامبر ۲۶۶۶ | ۲۱:۳۷:۰۷           | ۱۴۵        | جزئی   | ۰٫۹۱۸۶ | —                 | ۷۲°۱۲′جنوبی ۱۳۶°۰۰′شرقی / ۷۲٫۲°جنوبی ۱۳۶٫۰°شرقی | —                      |                 | [ ۱ ]    |
| ۲۰ اکتبر ۲۶۶۶   | ۰۵:۵۶:۲۸           | ۱۸۳        | جزئی   | ۰٫۰۲۲۶ | —                 | ۷۱°۱۸′شمالی ۱۵۴°۰۰′شرقی / ۷۱٫۳°شمالی ۱۵۴٫۰°شرقی | —                      |                 | [ ۱ ]    |
| ۱۶ مارس ۲۶۶۷    | ۱۹:۴۷:۴۰           | ۱۵۰        | حلقه‌ای | ۰٫۹۵۰۶ | ۰۵ دقیقه ۳۶ ثانیه | ۲۴°۳۶′شمالی ۱۱۴°۱۸′غربی / ۲۴٫۶°شمالی ۱۱۴٫۳°غربی | ۲۰۳ کیلومتر (۱۲۶ مایل) |                 | [ ۱ ]    |
| ۱۰ سپتامبر ۲۶۶۷ | ۱۱:۲۵:۰۵           | ۱۵۵        | مرکب   | ۱٫۰۱۳۴ | ۰۱ دقیقه ۲۲ ثانیه | ۱۴°۱۲′جنوبی ۱۱°۴۲′شرقی / ۱۴٫۲°جنوبی ۱۱٫۷°شرقی   | ۴۹ کیلومتر (۳۰ مایل)   |                 | [ ۱ ]    |
| ۵ مارس ۲۶۶۸     | ۰۳:۱۷:۰۸           | ۱۶۰        | مرکب   | ۱٫۰۰۳۵ | ۰۰ دقیقه ۲۱ ثانیه | ۲۱°۰۰′جنوبی ۱۴۷°۴۲′شرقی / ۲۱٫۰°جنوبی ۱۴۷٫۷°شرقی | ۱۳ کیلومتر (۸٫۱ مایل)  |                 | [ ۱ ]    |
| ۲۹ اوت ۲۶۶۸     | ۱۸:۳۳:۴۸           | ۱۶۵        | حلقه‌ای | ۰٫۹۶۲۷ | ۰۳ دقیقه ۵۹ ثانیه | ۳۳°۴۲′شمالی ۸۰°۱۲′غربی / ۳۳٫۷°شمالی ۸۰٫۲°غربی   | ۱۴۹ کیلومتر (۹۳ مایل)  |                 | [ ۱ ]    |
| ۲۲ فوریه ۲۶۶۹   | ۱۷:۰۰:۳۸           | ۱۷۰        | کامل   | ۱٫۰۳۳۳ | ۰۱ دقیقه ۵۸ ثانیه | ۷۲°۱۲′جنوبی ۷°۰۰′غربی / ۷۲٫۲°جنوبی ۷٫۰°غربی     | ۳۳۳ کیلومتر (۲۰۷ مایل) |                 | [ ۱ ]    |
| ۱۸ اوت ۲۶۶۹     | ۱۹:۴۳:۴۱           | ۱۷۵        | جزئی   | ۰٫۶۱۶۱ | —                 | ۷۱°۰۶′شمالی ۲۵°۴۲′شرقی / ۷۱٫۱°شمالی ۲۵٫۷°شرقی   | —                      |                 | [ ۱ ]    |
| ۱۳ ژانویه ۲۶۷۰  | ۲۱:۴۱:۰۸           | ۱۴۲        | جزئی   | ۰٫۸۰۱۳ | —                 | ۶۸°۱۸′شمالی ۱۴۵°۱۲′غربی / ۶۸٫۳°شمالی ۱۴۵٫۲°غربی | —                      |                 | [ ۱ ]    |
| ۹ ژوئیه ۲۶۷۰    | ۰۹:۲۵:۱۹           | ۱۴۷        | حلقه‌ای | ۰٫۹۹۱۵ | ۰۰ دقیقه ۵۲ ثانیه | ۳۵°۰۰′جنوبی ۴۸°۰۰′شرقی / ۳۵٫۰°جنوبی ۴۸٫۰°شرقی   | ۵۵ کیلومتر (۳۴ مایل)   |                 | [ ۱ ]    |
| ۳ ژانویه ۲۶۷۱   | ۰۷:۵۵:۰۱           | ۱۵۲        | حلقه‌ای | ۰٫۹۶۴۳ | ۰۴ دقیقه ۲۷ ثانیه | ۴°۰۰′شمالی ۷۱°۴۲′شرقی / ۴٫۰°شمالی ۷۱٫۷°شرقی     | ۱۴۴ کیلومتر (۸۹ مایل)  |                 | [ ۱ ]    |
| ۲۸ ژوئن ۲۶۷۱    | ۲۱:۱۵:۳۰           | ۱۵۷        | کامل   | ۱٫۰۵۳۴ | ۰۵ دقیقه ۰۷ ثانیه | ۲۱°۰۶′شمالی ۱۲۸°۰۰′غربی / ۲۱٫۱°شمالی ۱۲۸٫۰°غربی | ۱۷۷ کیلومتر (۱۱۰ مایل) |                 | [ ۱ ]    |
| ۲۳ دسامبر ۲۶۷۱  | ۱۰:۵۰:۳۲           | ۱۶۲        | حلقه‌ای | ۰٫۹۲۴۶ | ۰۸ دقیقه ۵۲ ثانیه | ۳۷°۴۸′جنوبی ۲۴°۴۲′شرقی / ۳۷٫۸°جنوبی ۲۴٫۷°شرقی   | ۲۹۴ کیلومتر (۱۸۳ مایل) |                 | [ ۱ ]    |
| ۱۷ ژوئن ۲۶۷۲    | ۱۳:۴۶:۱۶           | ۱۶۷        | کامل   | ۱٫۰۷۳۵ | ۰۴ دقیقه ۳۶ ثانیه | ۶۷°۱۸′شمالی ۲۸°۳۶′غربی / ۶۷٫۳°شمالی ۲۸٫۶°غربی   | ۳۳۵ کیلومتر (۲۰۸ مایل) |                 | [ ۱ ]    |
| ۱۱ دسامبر ۲۶۷۲  | ۰۹:۵۶:۲۱           | ۱۷۲        | حلقه‌ای | ۰٫۹۱۶۵ | ۰۵ دقیقه ۴۷ ثانیه | ۸۰°۳۰′جنوبی ۵۹°۲۴′غربی / ۸۰٫۵°جنوبی ۵۹٫۴°غربی   | ۸۷۴ کیلومتر (۵۴۳ مایل) |                 | [ ۱ ]    |
| ۸ مه ۲۶۷۳       | ۲۱:۲۳:۲۳           | ۱۳۹        | جزئی   | ۰٫۷۰۸۰ | —                 | ۶۲°۴۲′جنوبی ۷۹°۰۶′غربی / ۶۲٫۷°جنوبی ۷۹٫۱°غربی   | —                      |                 | [ ۱ ]    |
| ۷ ژوئن ۲۶۷۳     | ۰۶:۲۵:۴۶           | ۱۷۷        | جزئی   | ۰٫۱۶۶۵ | —                 | ۶۴°۵۴′شمالی ۶۰°۱۸′غربی / ۶۴٫۹°شمالی ۶۰٫۳°غربی   | —                      |                 | [ ۱ ]    |
| ۳۱ اکتبر ۲۶۷۳   | ۲۳:۲۹:۵۵           | ۱۴۴        | جزئی   | ۰٫۵۵۴۴ | —                 | ۶۲°۱۲′شمالی ۱۰۶°۱۲′غربی / ۶۲٫۲°شمالی ۱۰۶٫۲°غربی | —                      |                 | [ ۱ ]    |
| ۲۸ آوریل ۲۶۷۴   | ۰۵:۴۷:۴۷           | ۱۴۹        | حلقه‌ای | ۰٫۹۶۳۱ | ۰۴ دقیقه ۰۹ ثانیه | ۱۰°۱۲′جنوبی ۱۱۳°۰۰′شرقی / ۱۰٫۲°جنوبی ۱۱۳٫۰°شرقی | ۱۴۷ کیلومتر (۹۱ مایل)  |                 | [ ۱ ]    |
| ۲۱ اکتبر ۲۶۷۴   | ۱۳:۱۳:۰۵           | ۱۵۴        | کامل   | ۱٫۰۵۲۲ | ۰۴ دقیقه ۲۵ ثانیه | ۱۵°۲۴′شمالی ۰°۳۰′شرقی / ۱۵٫۴°شمالی ۰٫۵°شرقی     | ۱۹۶ کیلومتر (۱۲۲ مایل) |                 | [ ۱ ]    |
| ۱۷ آوریل ۲۶۷۵   | ۰۷:۱۶:۴۸           | ۱۵۹        | حلقه‌ای | ۰٫۹۳۳۱ | ۰۷ دقیقه ۲۳ ثانیه | ۲۵°۱۸′شمالی ۷۲°۱۲′شرقی / ۲۵٫۳°شمالی ۷۲٫۲°شرقی   | ۲۵۹ کیلومتر (۱۶۱ مایل) |                 | [ ۱ ]    |
| ۱۱ اکتبر ۲۶۷۵   | ۰۵:۴۳:۴۷           | ۱۶۴        | کامل   | ۱٫۰۶۰۸ | ۰۴ دقیقه ۵۴ ثانیه | ۱۸°۱۸′جنوبی ۹۴°۱۲′شرقی / ۱۸٫۳°جنوبی ۹۴٫۲°شرقی   | ۲۰۴ کیلومتر (۱۲۷ مایل) |                 | [ ۱ ]    |
| ۵ آوریل ۲۶۷۶    | ۰۷:۳۵:۲۷           | ۱۶۹        | حلقه‌ای | ۰٫۹۳۳۶ | ۰۴ دقیقه ۲۵ ثانیه | ۶۱°۵۴′شمالی ۱۷°۱۸′غربی / ۶۱٫۹°شمالی ۱۷٫۳°غربی   | —                      |                 | [ ۱ ]    |
| ۲۹ سپتامبر ۲۶۷۶ | ۲۰:۲۰:۵۲           | ۱۷۴        | کامل   | ۱٫۰۰۸۹ | ۰۰ دقیقه ۳۳ ثانیه | ۶۰°۰۶′جنوبی ۱۷۳°۰۰′شرقی / ۶۰٫۱°جنوبی ۱۷۳٫۰°شرقی | ۱۳۴ کیلومتر (۸۳ مایل)  |                 | [ ۱ ]    |
| ۲۴ فوریه ۲۶۷۷   | ۰۱:۲۹:۵۵           | ۱۴۱        | جزئی   | ۰٫۷۹۱۵ | —                 | ۶۱°۳۶′جنوبی ۸۱°۵۴′غربی / ۶۱٫۶°جنوبی ۸۱٫۹°غربی   | —                      |                 | [ ۱ ]    |
| ۲۰ اوت ۲۶۷۷     | ۱۴:۵۰:۱۸           | ۱۴۶        | جزئی   | ۰٫۹۱۸۲ | —                 | ۶۱°۴۲′شمالی ۸۱°۳۰′شرقی / ۶۱٫۷°شمالی ۸۱٫۵°شرقی   | —                      |                 | [ ۱ ]    |
| ۱۳ فوریه ۲۶۷۸   | ۱۶:۱۴:۵۹           | ۱۵۱        | کامل   | ۱٫۰۴۷۵ | ۰۳ دقیقه ۳۸ ثانیه | ۳۴°۴۸′جنوبی ۳۸°۴۲′غربی / ۳۴٫۸°جنوبی ۳۸٫۷°غربی   | ۱۷۲ کیلومتر (۱۰۷ مایل) |                 | [ ۱ ]    |
| ۹ اوت ۲۶۷۸      | ۱۵:۲۳:۵۶           | ۱۵۶        | حلقه‌ای | ۰٫۹۴۹۲ | ۰۵ دقیقه ۳۰ ثانیه | ۳۰°۲۴′شمالی ۳۲°۱۲′غربی / ۳۰٫۴°شمالی ۳۲٫۲°غربی   | ۱۹۴ کیلومتر (۱۲۱ مایل) |                 | [ ۱ ]    |
| ۳ فوریه ۲۶۷۹    | ۰۷:۴۹:۰۰           | ۱۶۱        | کامل   | ۱٫۰۳۱۲ | ۰۲ دقیقه ۵۴ ثانیه | ۲°۰۶′جنوبی ۶۹°۴۲′شرقی / ۲٫۱°جنوبی ۶۹٫۷°شرقی     | ۱۰۹ کیلومتر (۶۸ مایل)  |                 | [ ۱ ]    |
| ۲۹ ژوئیه ۲۶۷۹   | ۱۸:۳۷:۰۶           | ۱۶۶        | حلقه‌ای | ۰٫۹۸۴۶ | ۰۱ دقیقه ۴۴ ثانیه | ۹°۳۰′جنوبی ۹۷°۳۰′غربی / ۹٫۵°جنوبی ۹۷٫۵°غربی     | ۶۲ کیلومتر (۳۹ مایل)   |                 | [ ۱ ]    |
| ۲۳ ژانویه ۲۶۸۰  | ۱۹:۳۲:۵۶           | ۱۷۱        | حلقه‌ای | ۰٫۹۶۳۶ | ۰۲ دقیقه ۴۶ ثانیه | ۶۲°۰۶′شمالی ۱۴۴°۱۲′غربی / ۶۲٫۱°شمالی ۱۴۴٫۲°غربی | —                      |                 | [ ۱ ]    |
| ۱۸ ژوئن ۲۶۸۰    | ۲۱:۰۸:۰۸           | ۱۳۸        | جزئی   | ۰٫۳۸۲۷ | —                 | ۶۶°۱۲′شمالی ۴۱°۳۰′شرقی / ۶۶٫۲°شمالی ۴۱٫۵°شرقی   | —                      |                 | [ ۱ ]    |
| ۱۸ ژوئیه ۲۶۸۰   | ۰۴:۵۸:۴۱           | ۱۷۶        | جزئی   | ۰٫۵۹۲۳ | —                 | ۶۳°۴۲′جنوبی ۷۷°۱۸′شرقی / ۶۳٫۷°جنوبی ۷۷٫۳°شرقی   | —                      |                 | [ ۱ ]    |
| ۱۳ دسامبر ۲۶۸۰  | ۰۵:۲۵:۰۳           | ۱۴۳        | جزئی   | ۰٫۴۷۱۵ | —                 | ۶۶°۴۸′جنوبی ۷۸°۱۸′غربی / ۶۶٫۸°جنوبی ۷۸٫۳°غربی   | —                      |                 | [ ۱ ]    |
| ۸ ژوئن ۲۶۸۱     | ۱۴:۰۷:۳۱           | ۱۴۸        | کامل   | ۱٫۰۷۲۴ | ۰۴ دقیقه ۵۴ ثانیه | ۵۹°۴۲′شمالی ۲۱°۰۶′غربی / ۵۹٫۷°شمالی ۲۱٫۱°غربی   | ۲۹۴ کیلومتر (۱۸۳ مایل) |                 | [ ۱ ]    |
| ۲ دسامبر ۲۶۸۱   | ۰۴:۵۳:۵۵           | ۱۵۳        | حلقه‌ای | ۰٫۹۳۲۶ | ۰۶ دقیقه ۱۸ ثانیه | ۵۸°۳۶′جنوبی ۱۱۰°۲۴′شرقی / ۵۸٫۶°جنوبی ۱۱۰٫۴°شرقی | ۳۱۴ کیلومتر (۱۹۵ مایل) |                 | [ ۱ ]    |
| ۲۹ مه ۲۶۸۲      | ۰۵:۵۶:۱۳           | ۱۵۸        | کامل   | ۱٫۰۳۹۰ | ۰۳ دقیقه ۵۹ ثانیه | ۱۳°۳۰′شمالی ۱۰۰°۵۴′شرقی / ۱۳٫۵°شمالی ۱۰۰٫۹°شرقی | ۱۳۲ کیلومتر (۸۲ مایل)  |                 | [ ۱ ]    |
| ۲۱ نوامبر ۲۶۸۲  | ۰۹:۵۴:۳۱           | ۱۶۳        | حلقه‌ای | ۰٫۹۸۶۶ | ۰۱ دقیقه ۳۲ ثانیه | ۱۲°۱۲′جنوبی ۳۸°۲۴′شرقی / ۱۲٫۲°جنوبی ۳۸٫۴°شرقی   | ۴۸ کیلومتر (۳۰ مایل)   |                 | [ ۱ ]    |
| ۱۸ مه ۲۶۸۳      | ۱۶:۱۰:۰۸           | ۱۶۸        | حلقه‌ای | ۰٫۹۷۰۶ | ۰۲ دقیقه ۴۴ ثانیه | ۴۹°۴۲′جنوبی ۴۲°۴۲′غربی / ۴۹٫۷°جنوبی ۴۲٫۷°غربی   | ۳۰۵ کیلومتر (۱۹۰ مایل) |                 | [ ۱ ]    |
| ۱۰ نوامبر ۲۶۸۳  | ۲۲:۰۷:۵۵           | ۱۷۳        | کامل   | ۱٫۰۳۳۱ | ۰۲ دقیقه ۴۹ ثانیه | ۳۷°۵۴′شمالی ۱۳۵°۲۴′غربی / ۳۷٫۹°شمالی ۱۳۵٫۴°غربی | ۱۹۸ کیلومتر (۱۲۳ مایل) |                 | [ ۱ ]    |
| ۷ آوریل ۲۶۸۴    | ۰۲:۱۷:۱۷           | ۱۴۰        | جزئی   | ۰٫۵۷۳۲ | —                 | ۷۱°۵۴′شمالی ۴۴°۰۰′شرقی / ۷۱٫۹°شمالی ۴۴٫۰°شرقی   | —                      |                 | [ ۱ ]    |
| ۱ اکتبر ۲۶۸۴    | ۰۵:۲۸:۰۳           | ۱۴۵        | جزئی   | ۰٫۸۱۶۱ | —                 | ۷۲°۰۶′جنوبی ۴°۳۰′شرقی / ۷۲٫۱°جنوبی ۴٫۵°شرقی     | —                      |                 | [ ۱ ]    |
| ۳۰ اکتبر ۲۶۸۴   | ۱۴:۱۱:۲۲           | ۱۸۳        | جزئی   | ۰٫۰۸۷۵ | —                 | ۷۰°۳۶′شمالی ۱۷°۳۰′شرقی / ۷۰٫۶°شمالی ۱۷٫۵°شرقی   | —                      |                 | [ ۱ ]    |
| ۲۷ مارس ۲۶۸۵    | ۰۳:۳۵:۰۹           | ۱۵۰        | حلقه‌ای | ۰٫۹۵۵۴ | ۰۴ دقیقه ۴۸ ثانیه | ۳۰°۴۲′شمالی ۱۲۷°۳۰′شرقی / ۳۰٫۷°شمالی ۱۲۷٫۵°شرقی | ۱۸۵ کیلومتر (۱۱۵ مایل) |                 | [ ۱ ]    |
| ۲۰ سپتامبر ۲۶۸۵ | ۱۸:۵۰:۱۲           | ۱۵۵        | مرکب   | ۱٫۰۰۷۱ | ۰۰ دقیقه ۴۲ ثانیه | ۲۲°۰۰′جنوبی ۱۰۱°۴۲′غربی / ۲۲٫۰°جنوبی ۱۰۱٫۷°غربی | ۲۷ کیلومتر (۱۷ مایل)   |                 | [ ۱ ]    |
| ۱۶ مارس ۲۶۸۶    | ۱۱:۳۴:۵۸           | ۱۶۰        | مرکب   | ۱٫۰۰۹۰ | ۰۰ دقیقه ۵۴ ثانیه | ۱۵°۲۴′جنوبی ۲۲°۳۶′شرقی / ۱۵٫۴°جنوبی ۲۲٫۶°شرقی   | ۳۲ کیلومتر (۲۰ مایل)   |                 | [ ۱ ]    |
| ۱۰ سپتامبر ۲۶۸۶ | ۰۱:۲۵:۵۸           | ۱۶۵        | حلقه‌ای | ۰٫۹۵۸۷ | ۰۴ دقیقه ۴۱ ثانیه | ۲۵°۱۸′شمالی ۱۷۴°۴۲′شرقی / ۲۵٫۳°شمالی ۱۷۴٫۷°شرقی | ۱۶۰ کیلومتر (۹۹ مایل)  |                 | [ ۱ ]    |
| ۶ مارس ۲۶۸۷     | ۰۱:۳۸:۱۳           | ۱۷۰        | کامل   | ۱٫۰۳۷۴ | ۰۲ دقیقه ۱۹ ثانیه | ۶۶°۵۴′جنوبی ۱۴۸°۳۶′غربی / ۶۶٫۹°جنوبی ۱۴۸٫۶°غربی | ۳۳۰ کیلومتر (۲۱۰ مایل) |                 | [ ۱ ]    |
| ۳۰ اوت ۲۶۸۷     | ۰۲:۱۹:۴۶           | ۱۷۵        | جزئی   | ۰٫۷۴۹۰ | —                 | ۷۱°۴۲′شمالی ۸۶°۱۲′غربی / ۷۱٫۷°شمالی ۸۶٫۲°غربی   | —                      |                 | [ ۱ ]    |
| ۲۵ ژانویه ۲۶۸۸  | ۰۶:۲۴:۱۸           | ۱۴۲        | جزئی   | ۰٫۷۸۶۰ | —                 | ۶۹°۱۸′شمالی ۷۲°۴۸′شرقی / ۶۹٫۳°شمالی ۷۲٫۸°شرقی   | —                      |                 | [ ۱ ]    |
| ۱۹ ژوئیه ۲۶۸۸   | ۱۶:۲۲:۳۱           | ۱۴۷        | حلقه‌ای | ۰٫۹۹۲۶ | ۰۰ دقیقه ۴۱ ثانیه | ۴۵°۳۶′جنوبی ۶۱°۲۴′غربی / ۴۵٫۶°جنوبی ۶۱٫۴°غربی   | ۶۴ کیلومتر (۴۰ مایل)   |                 | [ ۱ ]    |
| ۱۳ ژانویه ۲۶۸۹  | ۱۶:۱۸:۴۱           | ۱۵۲        | حلقه‌ای | ۰٫۹۶۱۲ | ۰۴ دقیقه ۵۲ ثانیه | ۵°۵۴′شمالی ۵۴°۴۲′غربی / ۵٫۹°شمالی ۵۴٫۷°غربی     | ۱۵۸ کیلومتر (۹۸ مایل)  |                 | [ ۱ ]    |
| ۹ ژوئیه ۲۶۸۹    | ۰۴:۳۶:۳۱           | ۱۵۷        | کامل   | ۱٫۰۵۶۸ | ۰۵ دقیقه ۳۱ ثانیه | ۱۵°۴۸′شمالی ۱۲۲°۲۴′شرقی / ۱۵٫۸°شمالی ۱۲۲٫۴°شرقی | ۱۸۸ کیلومتر (۱۱۷ مایل) |                 | [ ۱ ]    |
| ۲ ژانویه ۲۶۹۰   | ۱۸:۵۲:۲۵           | ۱۶۲        | حلقه‌ای | ۰٫۹۲۲۶ | ۰۹ دقیقه ۱۷ ثانیه | ۳۶°۳۶′جنوبی ۹۲°۳۶′غربی / ۳۶٫۶°جنوبی ۹۲٫۶°غربی   | ۳۰۱ کیلومتر (۱۸۷ مایل) |                 | [ ۱ ]    |
| ۲۸ ژوئن ۲۶۹۰    | ۲۱:۱۸:۰۷           | ۱۶۷        | کامل   | ۱٫۰۷۵۹ | ۰۵ دقیقه ۰۰ ثانیه | ۶۲°۱۲′شمالی ۱۳۱°۱۸′غربی / ۶۲٫۲°شمالی ۱۳۱٫۳°غربی | ۳۱۷ کیلومتر (۱۹۷ مایل) |                 | [ ۱ ]    |
| ۲۲ دسامبر ۲۶۹۰  | ۱۷:۵۵:۳۰           | ۱۷۲        | حلقه‌ای | ۰٫۹۱۶۸ | ۰۵ دقیقه ۵۲ ثانیه | ۸۵°۰۶′جنوبی ۱۶۶°۴۲′غربی / ۸۵٫۱°جنوبی ۱۶۶٫۷°غربی | ۷۹۵ کیلومتر (۴۹۴ مایل) |                 | [ ۱ ]    |
| ۲۰ مه ۲۶۹۱      | ۰۴:۵۵:۰۹           | ۱۳۹        | جزئی   | ۰٫۵۹۲۲ | —                 | ۶۳°۲۴′جنوبی ۱۵۹°۰۶′شرقی / ۶۳٫۴°جنوبی ۱۵۹٫۱°شرقی | —                      |                 | [ ۱ ]    |
| ۱۸ ژوئن ۲۶۹۱    | ۱۳:۵۲:۳۲           | ۱۷۷        | جزئی   | ۰٫۲۸۸۵ | —                 | ۶۵°۵۴′شمالی ۱۷۸°۲۴′شرقی / ۶۵٫۹°شمالی ۱۷۸٫۴°شرقی | —                      |                 | [ ۱ ]    |
| ۱۲ نوامبر ۲۶۹۱  | ۰۷:۳۸:۱۴           | ۱۴۴        | جزئی   | ۰٫۵۱۰۵ | —                 | ۶۲°۴۸′شمالی ۱۲۳°۱۲′شرقی / ۶۲٫۸°شمالی ۱۲۳٫۲°شرقی | —                      |                 | [ ۱ ]    |
| ۱۱ دسامبر ۲۶۹۱  | ۲۱:۰۵:۵۳           | ۱۸۲        | جزئی   | ۰٫۰۱۱۴ | —                 | ۶۵°۰۶′جنوبی ۷۶°۰۶′شرقی / ۶۵٫۱°جنوبی ۷۶٫۱°شرقی   | —                      |                 | [ ۱ ]    |
| ۸ مه ۲۶۹۲       | ۱۳:۰۲:۰۳           | ۱۴۹        | حلقه‌ای | ۰٫۹۶۲۷ | ۰۴ دقیقه ۲۱ ثانیه | ۱۱°۱۲′جنوبی ۴°۴۸′شرقی / ۱۱٫۲°جنوبی ۴٫۸°شرقی     | ۱۵۵ کیلومتر (۹۶ مایل)  |                 | [ ۱ ]    |
| ۳۱ اکتبر ۲۶۹۲   | ۲۱:۲۷:۴۰           | ۱۵۴        | کامل   | ۱٫۰۵۰۳ | ۰۴ دقیقه ۲۳ ثانیه | ۱۴°۲۴′شمالی ۱۲۳°۱۸′غربی / ۱۴٫۴°شمالی ۱۲۳٫۳°غربی | ۱۹۳ کیلومتر (۱۲۰ مایل) |                 | [ ۱ ]    |
| ۲۷ آوریل ۲۶۹۳   | ۱۴:۲۳:۴۵           | ۱۵۹        | حلقه‌ای | ۰٫۹۳۵۹ | ۰۷ دقیقه ۱۲ ثانیه | ۲۶°۲۴′شمالی ۳۲°۳۰′غربی / ۲۶٫۴°شمالی ۳۲٫۵°غربی   | ۲۴۵ کیلومتر (۱۵۲ مایل) |                 | [ ۱ ]    |
| ۲۱ اکتبر ۲۶۹۳   | ۱۳:۵۰:۳۶           | ۱۶۴        | کامل   | ۱٫۰۵۶۶ | ۰۴ دقیقه ۳۷ ثانیه | ۲۰°۱۸′جنوبی ۲۶°۱۸′غربی / ۲۰٫۳°جنوبی ۲۶٫۳°غربی   | ۱۸۹ کیلومتر (۱۱۷ مایل) |                 | [ ۱ ]    |
| ۱۶ آوریل ۲۶۹۴   | ۱۵:۰۱:۱۰           | ۱۶۹        | حلقه‌ای | ۰٫۹۴۲۲ | ۰۴ دقیقه ۰۵ ثانیه | ۶۳°۱۲′شمالی ۱۰۵°۴۸′غربی / ۶۳٫۲°شمالی ۱۰۵٫۸°غربی | ۶۷۹ کیلومتر (۴۲۲ مایل) |                 | [ ۱ ]    |
| ۱۱ اکتبر ۲۶۹۴   | ۰۴:۰۴:۲۰           | ۱۷۴        | مرکب   | ۱٫۰۰۵۴ | ۰۰ دقیقه ۲۱ ثانیه | ۵۹°۳۰′جنوبی ۶۷°۲۴′شرقی / ۵۹٫۵°جنوبی ۶۷٫۴°شرقی   | ۴۹ کیلومتر (۳۰ مایل)   |                 | [ ۱ ]    |
| ۷ مارس ۲۶۹۵     | ۰۹:۵۸:۵۶           | ۱۴۱        | جزئی   | ۰٫۷۶۹۳ | —                 | ۶۱°۱۸′جنوبی ۱۴۲°۳۰′شرقی / ۶۱٫۳°جنوبی ۱۴۲٫۵°شرقی | —                      |                 | [ ۱ ]    |
| ۳۱ اوت ۲۶۹۵     | ۲۱:۳۲:۰۲           | ۱۴۶        | جزئی   | ۰٫۷۸۱۶ | —                 | ۶۱°۱۸′شمالی ۲۷°۱۸′غربی / ۶۱٫۳°شمالی ۲۷٫۳°غربی   | —                      |                 | [ ۱ ]    |
| ۲۵ فوریه ۲۶۹۶   | ۰۰:۵۸:۴۸           | ۱۵۱        | کامل   | ۱٫۰۴۹۶ | ۰۳ دقیقه ۴۸ ثانیه | ۳۱°۰۶′جنوبی ۱۶۸°۴۲′غربی / ۳۱٫۱°جنوبی ۱۶۸٫۷°غربی | ۱۸۰ کیلومتر (۱۱۰ مایل) |                 | [ ۱ ]    |
| ۱۹ اوت ۲۶۹۶     | ۲۱:۵۷:۵۶           | ۱۵۶        | حلقه‌ای | ۰٫۹۴۸۵ | ۰۵ دقیقه ۲۴ ثانیه | ۳۱°۰۶′شمالی ۱۲۷°۳۶′غربی / ۳۱٫۱°شمالی ۱۲۷٫۶°غربی | ۲۰۱ کیلومتر (۱۲۵ مایل) |                 | [ ۱ ]    |
| ۱۳ فوریه ۲۶۹۷   | ۱۶:۳۳:۰۴           | ۱۶۱        | کامل   | ۱٫۰۳۰۵ | ۰۲ دقیقه ۴۶ ثانیه | ۰°۴۲′شمالی ۶۱°۱۸′غربی / ۰٫۷°شمالی ۶۱٫۳°غربی     | ۱۰۶ کیلومتر (۶۶ مایل)  |                 | [ ۱ ]    |
| ۹ اوت ۲۶۹۷      | ۰۱:۲۹:۲۲           | ۱۶۶        | حلقه‌ای | ۰٫۹۸۷۷ | ۰۱ دقیقه ۲۰ ثانیه | ۶°۵۴′جنوبی ۱۶۰°۰۶′شرقی / ۶٫۹°جنوبی ۱۶۰٫۱°شرقی   | ۴۷ کیلومتر (۲۹ مایل)   |                 | [ ۱ ]    |
| ۳ فوریه ۲۶۹۸    | ۰۴:۰۱:۱۹           | ۱۷۱        | حلقه‌ای | ۰٫۹۶۲۵ | ۰۲ دقیقه ۵۲ ثانیه | ۵۹°۰۶′شمالی ۸۵°۴۲′شرقی / ۵۹٫۱°شمالی ۸۵٫۷°شرقی   | —                      |                 | [ ۱ ]    |
| ۳۰ ژوئن ۲۶۹۸    | ۰۴:۳۵:۴۳           | ۱۳۸        | جزئی   | ۰٫۲۵۳۹ | —                 | ۶۵°۱۸′شمالی ۸۰°۰۶′غربی / ۶۵٫۳°شمالی ۸۰٫۱°غربی   | —                      |                 | [ ۱ ]    |
| ۲۹ ژوئیه ۲۶۹۸   | ۱۲:۱۵:۵۵           | ۱۷۶        | جزئی   | ۰٫۷۳۸۵ | —                 | ۶۳°۰۰′جنوبی ۴۰°۵۴′غربی / ۶۳٫۰°جنوبی ۴۰٫۹°غربی   | —                      |                 | [ ۱ ]    |
| ۲۴ دسامبر ۲۶۹۸  | ۱۳:۲۱:۰۸           | ۱۴۳        | جزئی   | ۰٫۴۴۸۵ | —                 | ۶۵°۴۸′جنوبی ۱۵۲°۴۲′شرقی / ۶۵٫۸°جنوبی ۱۵۲٫۷°شرقی | —                      |                 | [ ۱ ]    |
| ۱۹ ژوئن ۲۶۹۹    | ۲۱:۴۲:۳۲           | ۱۴۸        | کامل   | ۱٫۰۷۲۰ | ۰۴ دقیقه ۳۸ ثانیه | ۶۴°۵۴′شمالی ۱۲۶°۳۶′غربی / ۶۴٫۹°شمالی ۱۲۶٫۶°غربی | ۳۱۴ کیلومتر (۱۹۵ مایل) |                 | [ ۱ ]    |
| ۱۳ دسامبر ۲۶۹۹  | ۱۲:۵۲:۵۰           | ۱۵۳        | حلقه‌ای | ۰٫۹۳۲۵ | ۰۶ دقیقه ۰۸ ثانیه | ۶۰°۵۴′جنوبی ۲°۱۸′غربی / ۶۰٫۹°جنوبی ۲٫۳°غربی     | ۳۲۰ کیلومتر (۲۰۰ مایل) |                 | [ ۱ ]    |
| ۹ ژوئیه ۲۷۰۰    | ۱۳:۲۳:۲۰           | ۱۵۸        | کامل   | ۱٫۰۳۷۹ | ۰۳ دقیقه ۴۹ ثانیه | ۱۸°۴۲′شمالی ۱۰°۳۰′غربی / ۱۸٫۷°شمالی ۱۰٫۵°غربی   | ۱۲۸ کیلومتر (۸۰ مایل)  |                 | [ ۱ ]    |
| ۲ دسامبر ۲۷۰۰   | ۱۸:۰۹:۳۷           | ۱۶۳        | حلقه‌ای | ۰٫۹۸۷۴ | ۰۱ دقیقه ۲۶ ثانیه | ۱۵°۱۸′جنوبی ۸۴°۴۸′غربی / ۱۵٫۳°جنوبی ۸۴٫۸°غربی   | ۴۵ کیلومتر (۲۸ مایل)   |                 | [ ۱ ]    |